# 5375 Siedentopf
5375 Siedentopf (1989 AN6) là một tiểu hành tinh vành đai chính được phát hiện ngày 11 tháng 1 năm 1989 bởi F. Borngen ở Tautenburg.